# Clavaria zollingeri
Clavaria zollingeri là một loài nấm phân bố rộng rãi. Quả thể của nó hình ống màu tím cao đến 10 cm (3,9 in) và rộng 7 cm (2,8 in). Nó là một thành viên điển hình của nhóm nấm clavarioid, Clavaria zollingeri sống bằng sinh vật chết, mọc trên mặt đất hoặc mùn của rừng gỗ.
Loài này lần đầu tiên được mô tả khoa học bởi nhà nghiên cứu nấm người Pháp Joseph-Henri Léveillé vào năm 1846. Nó được đặt tên theo nhà nghiên cứu nấm Đức Heinrich Zollinger, người nghiên cứu chi Clavaria. Clavaria lavandula, được đặt tên bởi Charles Horton Peck năm 1910, là một tên đồng nghĩa..